# Ивакура Томоми
Ивакура Томоми (岩倉 具視, 26. октобар 1825. – 20. јул 1883.) био је јапански државник током Бакумацу и Меиџи периода. Стара новчаница од 500 јена носила је његов портрет.

## Младост
Ивакура је рођен у Кјоту као други син ниже рангираног племића и дворјанина Хорикаве Јасучика. Године 1836. усваја га други племић, Ивакура Томојасу, од кога преузима породично презиме. Подучавао га је кампаку Такацукаса Масамичи и био је један од особа који су писаним путем изнели мишљење о реформи царског двора. Године 1854. постаје виши дворски службеник за цара Комеија.

## Као племић на двору
Као и већина царских дворјанина у Кјоту, Ивакура се противио плановима Токугава шогуната да прекину државну изолациону политику и да отворе јапанске границе за странце. Када је Хота Масајоши, роџу Токугава владе, дошао у Кјото како би придобио царску дозволу за потписивање Харисовог уговора 1858. Ивакура је сакупио истомишљенике и покушао да одуговлачи преговоре између шогуна и двора.
Након што је таиро Ии Наосуке убијен 1860, Ивакура је подржао Кобу гатаи покрет који се залагао за савез шогуната и царског двора. Главни акценат на овај покрет лежао је у браку шогуна Токугаве Ијемочија и принцезе Казуномије која је била млађа сестра цара Комеија. Друга политичка страна која је подржавала радикалнији политички метод - Соно џои, видела је Ивакуру као подржаваоца шогуната па је притисла царске веродостојнике да га пошаљу у изгнанство. Као резултат тога Ивакура је напустио двор и преселио се у место Ивакуру која се налазила северно од Кјота.

## Изгнанство
У Ивакури је написао велики број писама са својим мишљењима које је слао на двор или у Сацуму где су се тада налазили његови политички истомишљеници. Када је шогун Ијемочи умро 1866. године, Ивакура је покушао да активира царско племство у нади да ће преузети политичку иницијативу. Прикупио је одређени број даимјоа у име двора али у томе не успева јер убрзо цар Комеји умире од богиња. После цареве смрти настаје гласина да је Ивакура планирао цареву смрт отровом али је на време побегао и избегао хапшење.
Са Окубо Тошимичијем и Саиго Такаморијем испланирао је 3. јануара 1868. план за присвајање царске палате у Кјоту од стране области Сацуме и Чошу које су биле лојалне цару што се касније претворило у Меиџи обнову. Он је заслужан за истицање царског банера током Бошин рата што је тадашње противнике шогунске власти претворило у званичну царску војску.

## Меиџи бирократа
Након оснивања нове Меиџи владе, Ивакура је одиграо важну улогу у политици тако што је постао један од блиских људи цара Меиџија. Сматра се да је био челни човек у објави заклетве од пет тачака и напуштању хан система.
Након што је проглашен за министра деснице 1871. године, повео је двогодишњу мисију на путу око света познату и као Ивакура мисија, где је посетио САД и неколико држава у Европи у циљу поновног потписивања неравноправних уговора које је Јапан био принуђен да прихвати током краја Едо периода. Циљ путовања био је и прикупљање информација у циљу модернизације Јапана на примерима страних земаља а у Јапан се враћа 1873, таман на време да се супростави инвазији Кореје (Сеиканрон). Схвативши да Јапан није у позицији да се супростави западним силама радио је на јачању царске институције, уставу (дао је наређење Иноуе Ковашију), као и на оснивању једне врсте парламентарне демократије.

## Смрт
Иако је почетком 1883. године био лошег здравља, Ивакура је у мају отишао за Кјото како би покушао да обнови и сачува царску палату, као и зграде старог града, јер су многе биле у лошем стању још од пребацивања престонице у град Токио. Одмах након тога нагло оболева и пада у кревет па цар Меиџи шаље свог личног лекара, Ервина Белца, да га прегледа који дијагнозира рак грла. Цар посећује Ивакуру 19. јула као блиског пријатеља и бива видно потрешен због његовог здравственог стања. Дан након посете Ивакура умире поставши прва особа којој је организована државна сахрана под покровитељством царске владе.